# Luise Egloff

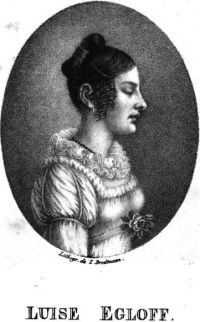
Luise Egloff, Lithographie von Joseph Brodtmann

Luise Egloff  (* 14. Januar 1804 in Baden, Kanton Aargau; † 3. Januar 1835 ebenda) war eine blinde Schweizer Dichterin.

## Biografie
Sie war die Tochter des Carl Martin Egloff (1778–1859), Besitzer und Wirt des bekannten Bade- und Kurgasthofes Staadhof im Bäderquartier von Baden. Die Schwester ihres Vaters, Beatrix Dominica, war mit dem Thurgauer Regierungsrat Joseph Dominik Rogg verheiratet. Ihr Urgrossvater war der Arzt und Professor Franz Caspar Benedikt Egloff.
Im Badener Taufbuch sind ihre Vornamen als «Elisabeth Hilaria Xaveria, genannt Luise» verzeichnet. Sie erblindete kurz nach ihrer Geburt. An der 1810 gegründeten Blindenanstalt in Zürich begann sie lyrische Gedichte zu verfassen. Als der Dichter Friedrich von Matthisson 1819 mehrere Wochen im elterlichen Gasthof zur Kur weilte, wurde er auf ihr Talent aufmerksam und förderte sie. 1823 erschien ihr erster Gedichtband.
Ab 1825 nahm Egloff bei Johann Daniel Elster Gesangs- und Klavierunterricht, woraufhin sie zwei Kompositionen verfasste. Acht Jahre nach ihrem Tod veröffentlichte Eduard Dorer-Egloff, der mit ihrer Schwester Elise (Maria Anna Hilaria Elisabeth, 1802–1869) verheiratet war, ihr lyrisches Werk, ergänzt um eine Biographie und die Kompositionen.

## Werke
- Gedichte der blinden Luise Egloff (Baden 1823)
- Luise Egloff, die blinde Naturdichterin (Aarau, 1843, herausgegeben von Eduard Dorer-Egloff)